# Innocent Blood
Innocent Blood es una película estadounidense de 1992 dirigida por John Landis y escrita por Michael Wolk. Protagonizada por Anne Parillaud y Robert Loggia, la película se convirtió en un fracaso de taquilla al recaudar solamente cinco millones de dólares ante un presupuesto de veinte millones.

## Sinopsis
Marie (Anne Parillaud) es una vampiresa en el Pittsburgh moderno, con un código moral que la limita a eliminar solamente a los elementos criminales de la sociedad. Después de darse un festín con el mafioso Tony Silva (Chazz Palminteri), le dispara en la cabeza con una escopeta para cubrir las marcas de la mordedura en su cuello y evitar que vuelva como vampiro. El policía encubierto Joseph Gennaro (Anthony LaPaglia) visita la escena del crimen, pero es apartado de su misión de infiltrarse en la familia del crimen de Salvatore Macelli (Robert Loggia) y puesto bajo custodia protectora por la fiscal Sinclair (Angela Bassett) por haber sido visto en la escena del crimen por los medios de comunicación.

## Reparto
- Anne Parillaud es Marie
- Robert Loggia es Salvatore Macelli
- Anthony LaPaglia es Joseph Gennaro
- Don Rickles es Manny Bergman
- Elaine Kagan es Frannie Bergman
- David Proval es Lenny
- Rocco Sisto es Gilly
- Chazz Palminteri es Tony Silva
- Kim Coates es Ray
- Marshall Bell es Marsh
- Linnea Quigley es Nancy Smith
- Tony Sirico es Jacko
- Tony Lip es Frank